# Dactylolabis denticulata
Dactylolabis denticulata är en tvåvingeart som först beskrevs av Ernst Evald Bergroth 1891.  Dactylolabis denticulata ingår i släktet Dactylolabis och familjen småharkrankar. Inga underarter finns listade i Catalogue of Life.